# Rajd Azorów 2019

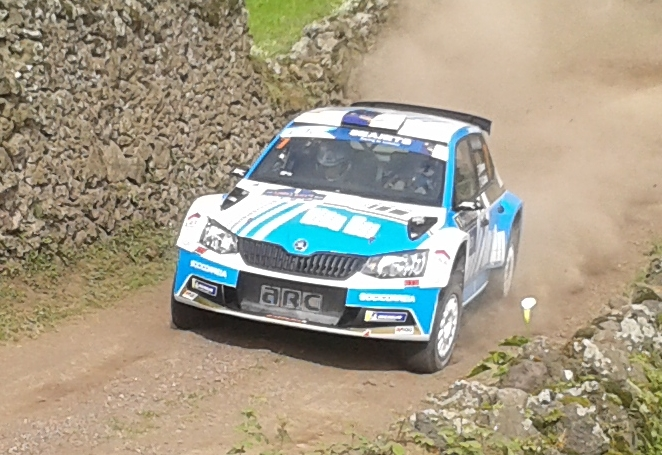
Ricardo Moura podczas pokonywania 4 odcinka specjalnego

Rajd Azorów 2019 (54. Azores Airlines Rallye) – 54. Rajd Azorów rozgrywany w Portugalii od 21 do 23 marca 2019 roku. Była to pierwsza runda Rajdowych Mistrzostw Europy w roku 2019. Rajd został rozegrany na nawierzchni szutrowej. Baza imprezy była zlokalizowana na Azorach w miejscowości Ponta Delgada.
Rajd wygrała polska załoga Łukasz Habaj, Daniel Dymurski jadąca samochodem Škoda Fabia R5, pokonując Portugalczyków Ricardo Moura, António Costa. Trzecie miejsce zajęli Anglicy Chris Ingram, Ross Whittock. Dla Habaja był to dwudziesty drugi strat w eliminacjach ERC, Polak wygrał tu swój pierwszy odcinek specjalny i po raz pierwszy wygrał rajd zaliczany do mistrzostw Europy. Rajdu nie ukończył lider do trzynastego odcinka Rosjanin Aleksiej Łukjaniuk, zwycięzca dziewięciu odcinków specjalnych, najpierw przebił oponę i spadł na trzecie miejsce w klasyfikacji generalnej, a potem z powodu awarii hamulców wypadł z trasy i rolował.

## Lista startowa[6]
Poniższa lista startowa obejmuje tylko zawodników startujących i zgłoszonych do rywalizacji w kategorii ERC w najwyższej klasie RC2, samochodami najwyższej klasy, mogącymi startować w rajdach ERC – klasy R5.
| Nr. | Zespół                          | Kierowca              | Pilot                  | Samochód               |
| --- | ------------------------------- | --------------------- | ---------------------- | ---------------------- |
| 1   | Saintéloc Racing                | Aleksiej Łukjaniuk    | Aleksiej Arnautow      | Citroën C3 R5          |
| 2   | Team Hyundai Portugal           | Bruno Magalhães       | Hugo Magalhães         | Hyundai i20 R5         |
| 3   | Toksport WRT                    | Chris Ingram          | Ross Whittock          | Škoda Fabia R5         |
| 4   | Marijan Griebel                 | Marijan Griebel       | Stefan Kopczyk         | Volkswagen Polo GTI R5 |
| 5   | Mol Racing Team                 | Norbert Herczig       | Ramón Ferencz          | Volkswagen Polo GTI R5 |
| 6   | Sports Racing Technologies      | Łukasz Habaj          | Daniel Dymurski        | Škoda Fabia R5         |
| 7   | Ricardo Moura                   | Ricardo Moura         | António Costa          | Škoda Fabia R5         |
| 8   | ACCR Czech Rally Team I         | Vojtěch Štajf         | Veronika Havelková     | Škoda Fabia R5         |
| 9   | Toksport WRT                    | Alexandros Tsouloftas | Antonis Chrysostomou   | Škoda Fabia R5         |
| 10  | 2C Competition                  | Pierre-Louis Loubet   | Vincent Landais        | Škoda Fabia R5         |
| 11  | Sweden National Team            | Mattias Adielsson     | Andreas Johansson      | Citroën C3 R5          |
| 12  | Ricardo Teodósio                | Ricardo Teodósio      | José Teixeira          | Škoda Fabia R5         |
| 14  | Palmeirinha Rally               | Paulo Nobre           | Gabriel Morales        | Škoda Fabia R5         |
| 15  | Luís Rego Jr.                   | Luís Rego Jr.         | Jorge Henriques        | Škoda Fabia R5         |
| 16  | BP Ultimate Vodafone Škoda Team | Miguel Barbosa        | Jorge Eduardo Carvalho | Škoda Fabia R5         |
| 17  | Raly/Autoaçoreana Racing        | Bernardo Sousa        | Victor Calado          | Citroën DS3 R5         |
| 18  | Pedro Almeida                   | Pedro Almeida         | Nuno Almeida           | Škoda Fabia R5         |
| 19  | Miguel Correia                  | Miguel Correia        | Pedro Alves            | Ford Fiesta R5         |
| 20  | FPAK Portugal Team ER           | Aloísio Monteiro      | Sancho Eiró            | Škoda Fabia R5         |

## Zwycięzcy odcinków specjalnych
| Dzień  | Numer odcinka | Nazwa odcinka           | Długość  | Zwycięzca odcinka   | Samochód       | Czas    | Lider rajdu        |
| ------ | ------------- | ----------------------- | -------- | ------------------- | -------------- | ------- | ------------------ |
| 21.III | OS1           | Coroa da Mata           | 11,40 km | Aleksiej Łukjaniuk  | Citroën C3 R5  | 9:00,0  | Aleksiej Łukjaniuk |
| 21.III | OS2           | Mediana Remédios        | 8,33 km  | Aleksiej Łukjaniuk  | Citroën C3 R5  | 5:42,6  | Aleksiej Łukjaniuk |
| 21.III | OS3           | SSS Marques 1           | 4,65 km  | Aleksiej Łukjaniuk  | Citroën C3 R5  | 4:01,5  | Aleksiej Łukjaniuk |
| 22.III | OS4           | Pico da Pedra 1         | 11,00 km | Aleksiej Łukjaniuk  | Citroën C3 R5  | 7:31,3  | Aleksiej Łukjaniuk |
| 22.III | OS5           | Sete Cidades 1          | 24,17 km | Aleksiej Łukjaniuk  | Citroën C3 R5  | 16:49,6 | Aleksiej Łukjaniuk |
| 22.III | OS6           | Vista do Rei Feteiras 1 | 8,28 km  | Pierre-Louis Loubet | Škoda Fabia R5 | 6:38,0  | Aleksiej Łukjaniuk |
| 22.III | OS7           | Pico da Pedra 2         | 11,00 km | Aleksiej Łukjaniuk  | Citroën C3 R5  | 7:22,0  | Aleksiej Łukjaniuk |
| 22.III | OS8           | Sete Cidades 2          | 24,17 km | Aleksiej Łukjaniuk  | Citroën C3 R5  | 16:27,5 | Aleksiej Łukjaniuk |
| 22.III | OS9           | Vista do Rei Feteiras 2 | 8,28 km  | Aleksiej Łukjaniuk  | Citroën C3 R5  | 6:29,2  | Aleksiej Łukjaniuk |
| 22.III | OS10          | SSS Marques 2           | 4,65 km  | Aleksiej Łukjaniuk  | Citroën C3 R5  | 4:03,7  | Aleksiej Łukjaniuk |
| 23.III | OS11          | Graminhais 1            | 24,03 km | Łukasz Habaj        | Škoda Fabia R5 | 17:16,7 | Aleksiej Łukjaniuk |
| 23.III | OS12          | Tronqueira 1            | 21,99 km | Ricardo Teodósio    | Škoda Fabia R5 | 18:43,4 | Aleksiej Łukjaniuk |
| 23.III | OS13          | Vila Franca São Brás 1  | 15,96 km | Ricardo Teodósio    | Škoda Fabia R5 | 12:26,8 | Aleksiej Łukjaniuk |
| 23.III | OS14          | Graminhais 2            | 24,03 km | Ricardo Moura       | Škoda Fabia R5 | 17:23,3 | Łukasz Habaj       |
| 23.III | OS15          | Tronqueira 2            | 21,99 km | Ricardo Teodósio    | Škoda Fabia R5 | 18:49,1 | Łukasz Habaj       |

## Wyniki końcowe rajdu[7]
| Miejsce | Kierowca              | Pilot                | Samochód               | Czas      | Strata   | Pkt ERC |
| ------- | --------------------- | -------------------- | ---------------------- | --------- | -------- | ------- |
| 1       | Łukasz Habaj          | Daniel Dymurski      | Škoda Fabia R5         | 2:50:55,4 | –        | 35      |
| 2       | Ricardo Moura         | António Costa        | Škoda Fabia R5         | 2:51:03,8 | +8,4     | 28      |
| 3       | Chris Ingram          | Ross Whittock        | Škoda Fabia R5         | 2:51:37,6 | +42,2    | 21      |
| 4       | Bruno Magalhães       | Hugo Magalhães       | Hyundai i20 R5         | 2:52:24,4 | +1:29,0  | 18      |
| 5.      | Ricardo Teodósio      | José Teixeira        | Škoda Fabia R5         | 2:52:41,5 | +1:46,1  | 17      |
| 6.      | Marijan Griebel       | Stefan Kopczyk       | Volkswagen Polo GTI R5 | 2:53:07,9 | +2:12,5  | 12      |
| 7.      | Alexandros Tsouloftas | Antonis Chrysostomou | Škoda Fabia R5         | 2:55:30,1 | +4:34,7  | 6       |
| 8.      | Bernardo Sousa        | Victor Calado        | Citroën C3 R5          | 2:57:39,4 | +6:44,0  | 5       |
| 9.      | Vojtěch Štajf         | Veronika Havelková   | Škoda Fabia R5         | 3:01:06,1 | +10:10,7 | 2       |
| 10.     | Paulo Nobre           | Gabriel Morales      | Škoda Fabia R5         | 3:02:36,3 | +11:40,9 | 1       |
| ...     | ...                   | ...                  | ...                    | ...       | ...      | ...     |
| NU      | Aleksiej Łukjaniuk    | Aleksiej Arnautow    | Citroën C3 R5          | –         | –        | 7       |

## Klasyfikacja po 1. rundzie RME 2019
Punkty w klasyfikacji generalnej ERC otrzymuje 10 pierwszych zawodników, którzy uczestniczą w programie ERC i ukończą wyścig, punktowanie odbywa się według klucza:
| Miejsce | 1  | 2  | 3  | 4  | 5  | 6 | 7 | 8 | 9 | 10 |
| Punkty  | 25 | 18 | 15 | 12 | 10 | 8 | 6 | 4 | 2 | 1  |

Dodatkowo, po każdym etapie (dniu) rajdu, prowadzona jest osobna klasyfikacja, w której przyznawano punkty według klucza 7-6-5-4-3-2-1 (jeżeli dany etap obejmował przynajmniej 25% długości odcinków specjalnych rajdu).
| Poz. | Kierowca              | PRT    | ESP | LVA | POL | ITA | CZE | CYP | HUN | Suma punktów |
| ---- | --------------------- | ------ | --- | --- | --- | --- | --- | --- | --- | ------------ |
| 1    | Łukasz Habaj          | 125+10 |     |     |     |     |     |     |     | 35           |
| 2    | Ricardo Moura         | 218+10 |     |     |     |     |     |     |     | 28           |
| 3    | Chris Ingram          | 315+6  |     |     |     |     |     |     |     | 21           |
| 4    | Bruno Magalhães       | 412+6  |     |     |     |     |     |     |     | 18           |
| 5    | Ricardo Teodósio      | 510+7  |     |     |     |     |     |     |     | 17           |
| 6    | Marijan Griebel       | 68+4   |     |     |     |     |     |     |     | 12           |
| 7    | Aleksiej Łukjaniuk    | NU0+7  |     |     |     |     |     |     |     | 7            |
| 8    | Alexandros Tsouloftas | 76     |     |     |     |     |     |     |     | 6            |
| 9    | Bernardo Sousa        | 84+1   |     |     |     |     |     |     |     | 5            |
| 10   | Vojtěch Štajf         | 92     |     |     |     |     |     |     |     | 2            |
| 11   | Paulo Nobre           | 101    |     |     |     |     |     |     |     | 1            |
| Poz. | Kierowca              | PRT    | ESP | LVA | POL | ITA | CZE | CYP | HUN | Suma punktów |

| Kolor     | Opis                   |
| --------- | ---------------------- |
| Złoty     | Zwycięzca              |
| Srebrny   | 2. miejsce             |
| Brązowy   | 3. miejsce             |
| Zielony   | Punktowane miejsce     |
| Niebieski | Ukończył nie punktował |
| Fioletowy | Nie ukończył NU        |
| Czarny    | Wykluczony X           |
| Biały     | Nie wystartował NW     |
| Puste     | Nie brał udziału       |